# Maria Wolff
Maria Wolff (* 4. Oktober 1971) ist eine ehemalige deutsche Fußballspielerin.

## Karriere
Wolff spielte von 1991 bis 1996 für Grün-Weiß Brauweiler durchgängig in der Gruppe Nord der seinerzeit zweigleisigen Bundesliga. In ihrer Premierensaison für den Verein wurde sie in sechs Punktspielen berücksichtigt. Ihr Debüt in der höchsten Spielklasse erfolgte am 1. März 1992 (13. Spieltag) beim 2:0-Sieg im Auswärtsspiel gegen den Bundesliganeuling Tennis Borussia Berlin. Mit dem zweiten Platz ihrer Mannschaft am Ende ihrer Premierensaison war das Team für die Teilnahme an der Endrunde um die Deutsche Meisterschaft berechtigt. Das Hin- und Rückspiel im Halbfinale gegen den FSV Frankfurt konnte ihre Mannschaft im Gesamtergebnis mit 3:2 für sich entscheiden. Das am 28. Juni 1992 im Siegener Leimbachstadion ausgetragene Finale um die Deutsche Meisterschaft wurde jedoch mit 0:2 gegen den TSV Siegen verloren. In der Folgesaison bestritt sie mit zwölf Bundesligaspielen die meisten und erzielte zudem ihr einziges Bundesligator. Dieses gelang ihr zum Saisonauftakt am 16. August 1992 beim 4:0-Sieg im Auswärtsspiel gegen den VfR Eintracht Wolfsburg. In ihren letzten drei Saisonen bestritt sie mit drei, neun und vier Bundesligaspielen ihre letzten von insgesamt 35. Am 24. Juli 1994 spielte sie zudem in Simmertal in der Begegnung mit dem TSV Siegen die ersten 45 Minuten um den DFB-Supercup, der mit dem 4:0-Sieg auch errungen wurde.

## Erfolge
- Meisterschaftsfinalist 1992, (1994, 1995 jeweils ohne Finaleinsatz)
- Meister 2. Bundesliga Nord 1995, 1996
- DFB-Pokal-Sieger 1994, -Finalist 1993 (jeweils ohne Finaleinsatz)
- DFB-Supercup-Sieger 1994